# Cypher (breakdance)

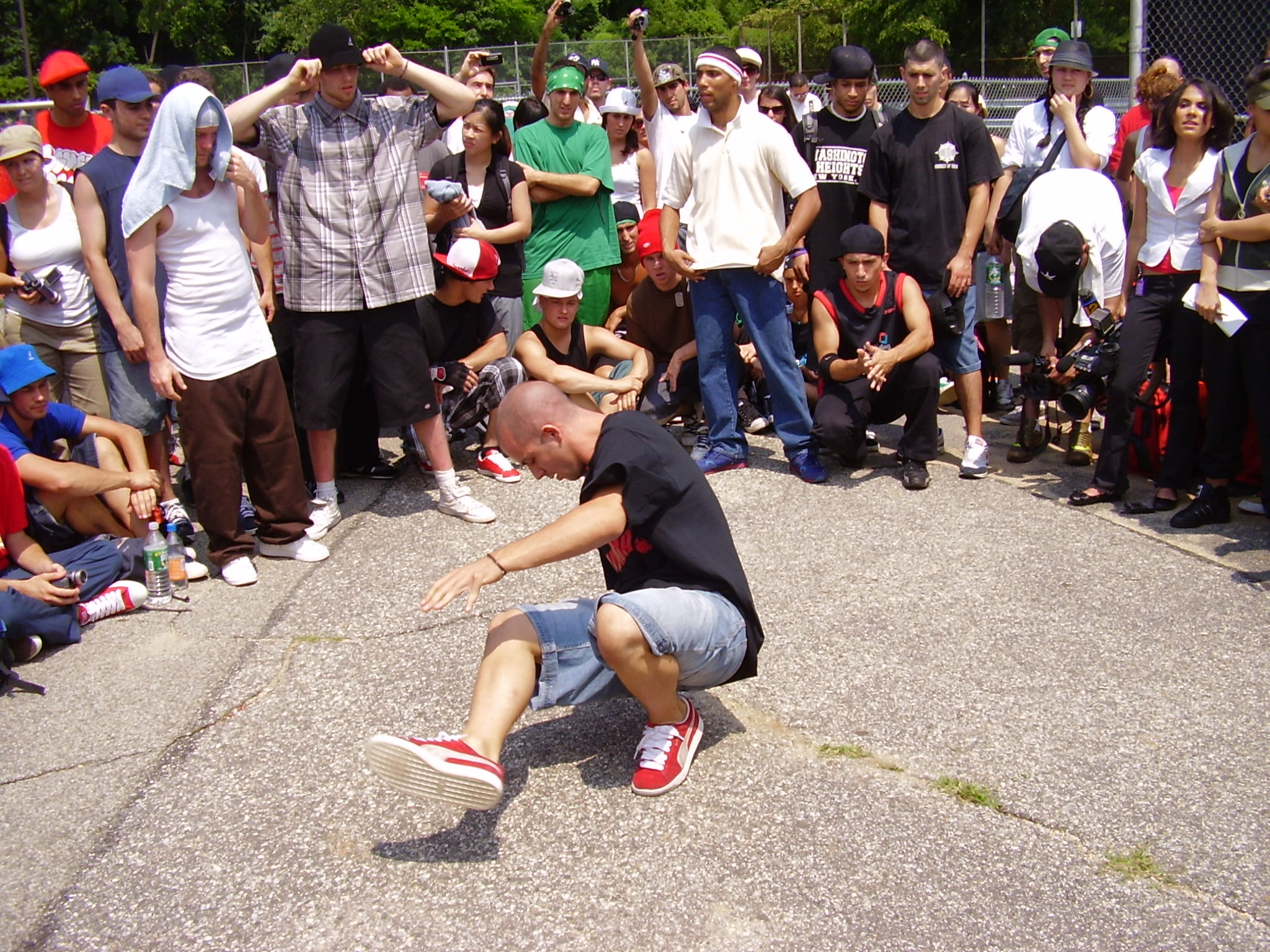
Un cypher che si svolge sull'asfalto del Bronx

Il cypher o cerchio è la modalità originale e principale in cui ballare break dance. Il cypher si forma quando dei b-boy si raccolgono in cerchio, possibilmente mentre un dj suona musica hip hop, e uno alla volta entrano all'interno per ballare break dance. Nel cerchio ognuno è libero di ballare come e quando vuole, potendo anche ingaggiare una battle con uno o più b-boy.

## Regole informali
Molto simile a una forma rituale, il cerchio rispettando la sua spontaneità e imprevedibilità, ha delle regole informali a cui tutti i b-boy devono necessariamente attenersi. Qui di seguito un elenco generale:
- Nessun contatto fisico - Non è ammesso nessun tipo di contatto o violenza fra persone.
- Un b-boy alla volta - All'interno del cerchio si balla uno alla volta, anche se il turno e il numero rimangono a discrezione di ogni partecipante.
- Rispetto - Il buon senso deve prevalere su ogni forma di prevaricazione, accanimento, umiliazione o quant'altro possa invadere la sfera "personale" di un b-boy.
- Ciò che accade nel cerchio rimane nel cerchio - Qualsiasi tipo di confronto e discussione, rimane necessariamente legato alla situazione espressiva e non deve trascinarsi nella vita personale al di fuori del cerchio. Detto questo, i motivi per cui scaturisce una sfida possono anche essere di natura personale o privata, ma non devono diventare un pretesto per continuare il confronto con la violenza o gli insulti dentro o fuori dal cerchio.
- Parlare...ma non troppo - Seppur non sia vietato il confronto verbale durante una sfida o una sessione di ballo, i b-boy sono tenuti a non insultarsi gratuitamente, tenendo presente la regola del "rispetto" e il fatto che il valore di un b-boy si misura da ciò che fa e non da ciò che dice.
- Attaccare...ma non solo - Durante una sfida sono permessi gesti che mimano un attacco (vedi la voce uprock e burn) verso l'avversario, i quali, come nel caso delle parole, non devono mai ridursi ai soli mezzi di confronto: pena la perdita di valore e credibilità di una sfida.